# 大熊座75
大熊座75，又名BD+59 1446，HD 108861、SAO 28408、HR 4762，是大熊座的一颗恒星，视星等为6.08，位于銀經128.18，銀緯58.14，其B1900.0坐标为赤經12h 25m 23.4s，赤緯+59° 58.14′ 15″。